# ВандаВіжен
«Ва́ндаВіжен» (англ. WandaVision, МФА: [wɒndɑːˈvɪʒ(ə)n]) — американський вебсеріал, створений для сервісу потокового мовлення Disney+ і оснований на персонажах Marvel Comics — Ванді Максимовій / Багряній відьмі та Віжені. Перший телесеріал, який офіційно став частиною четвертої фази Кіновсесвіту Marvel та, події якого відбуваються після фільму Месники: Завершення. Серіал продюсується Marvel Studios, Джек Шефер є головною сценаристкою, а режисером — Метт Шекман.
Елізабет Олсен та Пол Беттані повторили ролі Ванди Максимової / Багряної відьми та Віжена. Також зірки Тейона Перріс, Кет Деннінгс, Рендалл Парк та Кетрін Ган приєдналися до акторського складу. До вересня 2018 року Marvel Studios розробляли ряд інших серіалів для Disney+, орієнтованих на другорядних персонажів із фільмів КВМ, таких як Ванда Максимова та Віжен. Шефер була найнята у січні 2019 року, серіал був офіційно анонсований у квітні, а Шекман приєднався в серпні. Фільмування почалися в Атланті, штат Джорджія у листопаді 2019 року, перш ніж виробництво було зупинено в березні 2020 року через пандемію COVID-19. Фільмування відновилося у липні в Лос-Анджелесі.
Прем'єра шоу відбулася 15 січня 2021 року на сервісі Disney+.

## Назва
Оригінальна назва серіалу «WandaVision» є черговою англійською грою слів, притаманною фільмам Кіновсесвіту Marvel, яка несе одразу кілька змістових навантажень. З одного боку назва «WandaVision» може читатися як «ВандаВіжен» (тобто «Ванда і Віжен»), що вказує на головних героїв серіалу. З іншого боку назва серіалу також може читатися як «Wanda Vision», тобто «Видіння Ванди», що вказує на сюжет серіалу, а також може читатися як «Wanda Vision», тобто «Бачення Ванди», що також конотується з сюжетом серіалу.

## Синопсис
Через три тижні після подій «Месники: Завершення» (2019), Ванда Максимова та Віжен живуть ідилічним заміським життям у місті Веств'ю, штат Нью-Джерсі, намагаючись приховати свою справжню натуру. Коли вони починають входити в нові десятиліття і стикатися з телевізійними тропами, подружжя підозрює, що все не так, як здається.

## Послідовність
Події серіалу відбуваються після подій фільму «Месники: Завершення» та після подій першого сезону телесеріалу «Локі».

## У ролях

### Акторський склад
- Елізабет Олсен — Ванда Максимова / Багряна відьма:

Месник, яка використовує магію та володіє телепатією, телекінезом, здатна змінювати реальність. Олсен заявила, що серіал наближає героїню до версії коміксів, включаючи зображення її психічної хвороби, а також представляє прізвисько «Багряна відьма», яке раніше не використовувалось у Кіновсесвіті Marvel (КВМ). Виконавчий продюсер Кевін Файгі додав, що серіал досліджує масштаби та походження сил Ванди. Олсен відчула, що її «право власності» на Ванду зміцнилося під час розвитку серіалу, що дозволило їй досліджувати нові частини особистості персонажа, такі як її гумор та сумність. Вона була в захваті від того, що проєкт фокусується на Ванді, а не розповідає свою історію „через всі інші сюжетні лінії ", як у фільмах. Олсен надихалась Мері Тайлер Мур, Елізабет Монтгомері та Люсіль Болл для виконання ролі в серіалі.
- Пол Беттані — Віжен:

Андроїд та месник створений за допомогою штучного інтелекту Д. Ж.А. Р.В. І.С., Альтрона та Каменя розуму. Віжен повертається до серіалу після своєї смерті у „Месниках: Війна нескінченності“. Беттані описав Віжена як „порядного і почесного“, який „існує заради Ванди“. Надихався для виконання Діком Ван Дайком і Г'ю Лорі.
- Кетрін Ган — Аґата Гаркнесс:

„Допитлива сусідка“ Ванди та Віжена. Ган описала Аґнес як сусідку, „яка не зійде з дивана в кінці ночі“ і „завжди пхає носа в їхні справи“. Ган була зачарована „поштовхами адреналіну та людяности“, які надав КВМ, та тим, що він „задихався людською магією“.
- Фред Меламеж — Тодд Девіс:

Мешканець Нью-Джерсі та чоловік Шарон, який виконує роль „Артура Гарта“, сусіда Ванди та Віжена та боса Віжена, у вигаданому ситкомі „ВандаВіжен“.
- Дебра Джо Рапп — Шерон Девіс:

Мешканка штату Нью-Джерсі та дружина Тодда, яка грає роль „місис Гарт“, сусідки Ванди та Віжена, у вигаданому ситкомі „ВандаВіжен“.
- Тейона Перріс — Моніка Рамбо:

Дочка пілотеси ВПС Марії Рамбо і капітанки М. Е.Ч.а. (Відділ реагування на живу зброю), яка вперше представляється Ванді та Віжену як їх сусідка „Джеральдіна“. Вона має „жорсткість і здатність бути жінкою“ у світі, де домінують чоловіки. У дитинстві вона дивилася на подругу своєї матері та колегу Керол Денверс / Капітана Марвел. Початкова презентація головного письменника Жака Шеффера для серіалу мала інший характер у ролі Рамбо, але вони були раді використовувати Рамбо, коли виявилося, що вона доступна для серіалу, а співавтор-продюсер Мері Ліванос додала, що включення Рамбо в серіал було відкриттям під час розробки, яке стало „по-справжньому збагаченим у шоу“. Серіал показує те, що Рамбо бачила і робила з моменту її виступу в фільмі „Капітан Марвел“ (2019), де її змалювала Акіра Акбар у дитинстві. Парріс використала виступ Акбара як вихідну точку для себе, і взяла до уваги стосунки Моніки з матір'ю та Денверс.
- Рендалл Парк — Джиммі Ву:

Агент ФБР, що працює з М. Е.Ч.. який раніше був офіцером умовно-дострокового звільнення Скотта Ленґа / Людини-мурахи. Парк представив у серіалі Ву за допомогою фокусу, якому він намагався навчитись в „Людині-мурасі та Осі“ (2018), швидко показав розвиток персонажа з того фільму, вказуючи на те, що він покращувався у багатьох речах і був призначений для більших справ. Ву навчив трюку фокусник і витратив кілька днів на вдосконалення його для серіалу.
- Кет Деннінґс — Дарсі Льюїс:

Астрофізикиня, що працює з М. Е.Ч., яка раніше інтернувалася у Джейн Фостер і подружилася з Тором. Повернувшись до ролі вперше після „Тор: Царство темряви“ (2013), Деннінґс відчувала, що Льюїс не сильно змінилась б як людина, але після навчання в школі, щоб отримати докторський ступінь з астрофізики, стала старшою і розумнішою. Крім того, Деннінґс відчула, що персонаж більше впевнений у собі зараз, коли її розглядають як боса, якого вона ніколи не грала у фільмах.
- Еван Пітерс[5] — Ральф Бонер:

Житель Веств'ю, що знаходиться під контролем Аґати, який видає себе за брата-близнюка Ванди П'єтро.
Ітамар Енрікес та Вікторія Блейд з'являються у повторюваних ролях чоловіка та жінки в рекламних роликах, а Джолін Перді — Ізабель Мацуейда, яка грає сусідку Ванди та Віжена „Беверлі“ у Веств'ю. Серед інших жителів Веств'ю — Асіф Алі в ролі Ебілаша Тандона, який грає колегу Віжена „Норма“; Девід Ленґель у ролі Гарольда Коптера, який грає „Філа Джонса“; Амос Глік — Денніс, листоноша; Емма Колфілд Форд у ролі Дотті Джонс, дружини Філа та „скептично налаштованої мами, яка править околицями із залізним кулаком та отруйною посмішкою“; а Девід Пейтон у ролі Джона Коллінза, який грає Герба. Частий каскадер КВМ, Зак Генрі, виступає як Франклін, агента М. Е.Ч.а, який входить у реальність Ванди, а Веслі Кіммель та Сідней Томас виступають хлопчиком та дівчинкою в рекламних роликах. Джош Штамберг у ролі виконувача обов'язків директора Тайлера Гейворда, а Алан Хекнер та Селена Андуз в ролі агентів М. Е.Ч.а Монті та Родріґес. Ісая Нотт отримала невідому роль.

## Епізоди
| № серії | Назва серії                                                                    | Режисер(и)  | Сценарист(и)                       | Оригінальна дата виходу |
| --- | ------------------------------------------------------------------------------ | ----------- | ---------------------------------- | ----------------------- |
| 1 | «Знято перед авдиторією в студії» «Filmed Before a Live Studio Audience»       | Метт Шекман | Джек Шефер                         | 15 січня 2021           |
| Події першої серії ситкому відбуваються у 1950-х роках. Новоспечена пара Ванда та Віжен переїжджають у місто Веств'ю. Подружжя намагається тримати в таємниці власні здібності та відповідно справжній вигляд андроїда Віжена. Одного дня вони помічають серце, намальоване в їх календарі, але жоден з них не може пригадати, що це за подія. Поки Віжен вирушає на роботу в Computational Services Inc., Ванда вирішує, що серце означає їх річницю. Тим часом їх нова сусідка Аґнес знайомиться з Вандою і допомагає підготуватися до святкування цього свята. Віжен вражає співробітників компанії неймовірною швидкістю в роботі, хоча той не впевнений, чим насправді вони займаються. Співробітники нагадують Віжену, що вони з Вандою цього вечора запросили на вечерю їх начальника, містера Гарта, та його дружину. Ванда і Віжен намагаються приховати свої здібності, готуючи в останню хвилину вечерю для Гартів. Під час частування, містер Гарт активно розпочинає допитувати подружжя їх минулим життям, до переїзду, а опісля давиться їжею. Віжен використовує свої здібності, щоб врятувати його. Усе це відбувається у вигаданому ситкомі "ВандаВіжен", який хтось дивиться по телевізору. Рекламний ролик під час програми "ВандаВіжен" рекламує тостер від Старк Індастріс «ToastMate 2000». |                                                                                |             |                                    |                         |
| 2 | «Не чіпайте цей циферблат» «Don't Touch That Dial»                             | Метт Шекман | Гретхен Ендерс                     | 15 січня 2021           |
| Друга серія відтворює епоху 1960-х років. Подружжя готує магічну виставу присвячену шоу талантів, серед сусідів Веств'ю. Ванда та Аґнес проводять день із комітетом з планування шоу на чолі з Дотті. А Віжен тим часом випадково ковтає жувальну гумку, тим самим гальмуючи процес роботи його роботизованого тіла. Багряна Відьма потоваришувала з іншою сусідкою, Джеральдін, а в певні моменти помічає справді дивні речі: жовто-червоний іграшковий гелікоптер у їхньому чорно-білому світі; голос по радіо, який, здається, говорить до неї; і червону пляму крові. Настає черга виступу на талант-шоу Ванди та Віжена. Останній, на вигляд, перебуває у стані алкогольного сп'яніння, через жувальну гумку, що випадково потрапила у механізми. Через це, андроїд незграбно ходить та розмовляє, мало не публічно розкриваючи власні здібності. Ванда використовує будь-які методи та чари, щоб зробити це схожим на прості магічні трюки та виправляє Віжена, видаляючи гумку з його механізму. Подружжя повертається додому, а опісля випадково виявляється те, що Ванда вагітна. Вкотре почувши дивні звуки на вулиці, герої виходять на подвір`я, де застають таємничого пасічника, що тільки-но вийшов з каналізації. Ванда використовує ефект перемотки, повертаючи сюжет серії на момент виявлення вагітності Максимов. Картинка серії стає кольоровою, а атмосфера переносить глядачів у 1970-і роки. Рекламний ролик під час програми "ВандаВіжен" рекламує годинники Штрукер. |                                                                                |             |                                    |                         |
| 3 | «Зараз у кольорі» «Now in Color»                                               | Метт Шекман | Меган Макдонелл                    | 22 січня 2021           |
| Доктор Нільсон, ознайомлюється зі станом Ванди та повідомляє, що вона на 4 місяці вагітності, тому він зможе прийняти пологи, опісля поїздки на відпочинок з дружиною. Віжен прощається з Нільсоном, доки бачить, як його сусід Герб несвідомо прорізав їх стіну. Ванда та Віжен малюють дитячу, обговорюючи, як назвати свою дитину до того, як вагітність Ванди зросте до шести місяців. Коли у неї починаються перейми, її здібності починають рухати речі в будинку. Джеральдін приїжджає і допомагає Ванді прийняти пологи близнюків Томмі та Біллі. Віжен ловить Аґнес на розмові з Гербом, що пліткують надворі. Вони говорять про Джеральдіну, яка щойно прибула до міста і не має дому та сім’ї. Усередині Ванда допитує Джеральдіну після того, як виявляє, що вона знає, що Альтрон вбив брата-близнюка Ванди П'єтро. Ванда помічає, що Джеральдіна носить кулон з емблемою Меча. Коли Віжен повертається, Джеральдін зникає. Джеральдін викидає зі стіни Гексу і до неї підходять агенти М.Е.Ч.а. Рекламний ролик під час програми "ВандаВіжен" рекламує порошок для ванни від Гідри. |                                                                                |             |                                    |                         |
| 4 | «Ми перериваємо цю програму» «We Interrupt this Program»                       | Метт Шекман | Бобак Есфаржані та Меган Макдонелл | 29 січня 2021           |
| Капітан Моніка Рамбо, агент М.Е.Ч.а, повертається до життя після клацання Галка, і виявляє, що її мати Марія померла від раку. Через три тижні Моніка повертається на роботу. Виконувач обов'язків директора Тайлер Гейворд направляє її на допомогу агенту ФБР Джиммі Ву у справі про зниклих безвісти у Веств'ю, штат Нью-Джерсі. Вони виявляють гексагональне статичне поле КМВ, що оточує місто, в яке втягується Моніка. Протягом 24 годин М.Е.Ч. створює базу навколо міста і надсилає дронів та агента для розслідування. Доктор Дарсі Льюїс вивчає явища та виявляє мовні сигнали для ситкому "ВандаВіжен". Вони використовують їх для спостереження за подіями в місті, дізнавшись, що справжні мешканці були "кинуті" у ситкомі, і бачачи, що Моніка постає "Джеральдіною". Дарсі та Джиммі безрезультатно намагаються за допомогою радіо зв'язатися з Вандою. Коли Моніка згадує про Альтрона, Ванда викидає її з міста. Ілюзія ситкому зникає, і Ванда бачить, що Віжен з’являється таким, яким він був, коли помер. У жаху вона відновлює ілюзію. |                                                                                |             |                                    |                         |
| 5 | «У дуже спеціальному епізоді...» «On a Very Special Episode...»                | Метт Шекман | Пітер Кемерон та Маккензі Дор      | 5 лютого 2021           |
| Серія відбувається в атмосфері 1980-х років. Ванда та Віжен намагаються заспокоїти плач близнюків Томмі та Біллі. Аґнес пропонує допомогу в догляді за хлопцями, що дивує та одночасно роздратовує Віжена. В момент сварки подружжя, Томмі та Біллі раптово виростають, стаючи старшими на 5 років. Близнюки намагаються вмовити Ванду, залишити нового песика, а сусідка Аґнес пропонує його нове ім’я Спаркі. Тоді відбувається чергова сварка молодого подружжя, спричинена цілковитою довірою Ванди до Аґнес, та бажанням розсекретити здібності героїні та справжній вигляд Віжена, внаслідок чого, близнюки виростають до віку 10 років. На роботі Віжена, вперше з`являються комп`ютери, з якими він так добре ладить. Несподівано він читає електронний лист від М.Е.Ч.(а), що відкриває завісу таємниць Веств'ю. Доторком власних пальців, Віжен звільняє з-під контролю Ванди його співробітника Норма, і розуміє, що його дружина повністю контролює місто. Тим часом М.Е.Ч. на чолі з Монікою Рамбо намагається владнати ситуацію з Вандою відправляючи безпілотник створений у 80-х роках минулого століття у Вествью. Моніка вирішує вести перемовини з Максимовою, а директор таємної організації наказує вбити Ванду. В результаті, Ванда виходить зі статичного поля зі зламаним безпілотником і попереджає Гейворда, про те аби їй дали спокій. Наляканий безпілотником, Спаркі тікає, а пізніше гине. Віжен намагається дізнатися правду від Ванди щодо цього містечка, їх минулого життя та інших незрозумілих йому речей. Раптово персонажів перериває стукіт у двері, а з ним і поява брата-близнюка Ванди П'єтро; переглядаючи трансляцію, Дарсі зазначає, що Ванда для П'єтро змінила актора у своєму ситкомі "ВандаВіжен". Рекламний ролик під час програми "ВандаВіжен" рекламує паперові рушники Лаґоса. |                                                                                |             |                                    |                         |
| 6 | «Абсолютно новий зловісно-чарівний Гелловін» «All-New Halloween Spooktacular!» | Метт Шекман | Чак Гейворд та Пітер Кемерон       | 12 лютого 2021          |
| Наприкінці 1990-х - на початку 2000-х років Ванда хоче провести перший Гелловін з хлопчиками всією сім'єю, але Віжен говорить їй, що збирається патрулювати вулиці із «сусідською вартою». П'єтро пропонує замінити Віжена на святкуванні. За межами Веств'ю Гейворд наказує Моніці, Дарсі та Джиммі покинути базу, але вони вирубують охорону і зламують файли Гейворда. Дарсі виявляє що Гейворд відстежує пересування Віжена у куполі по слідах вібраніума. Герб повідомляє Ванді, що Віжен сьогодні не патрулює вулиці. Замість цього Віжен досліджує далекі райони від їхнього будинку та знаходить застиглих на місці жителів, включаючи Аґнес. Віжен звертається до «справжнього я» Аґнес, і вона повідомляє йому, що він мертвий. Моніка і Ву вирушають на зустріч з аерокосмічним інженером, а Дарсі продовжує розшифровувати файли Гейворда. Під час розмови з Вандою, П'єтро каже що знає про те що відбувається в місті та розпитує Ванду про те як їй це вдалося. Ванда каже що не знає, і на секунду бачить П'єтро мертвим. Віжен намагається вибратися за поле, але починає розпадатися. Біллі відчуває що батько в біді та повідомляє про це Ванді, яка починає розширювати енергетичне поле гекса. Віжен, Дарсі, агенти й база М.Е.Ч.а і якась територія Нью-Джерсі охоплені новим кордоном гекса, Гейворд з двома агентами й Моніка з Ву встигають втекти. Рекламний ролик під час програми "ВандаВіжен" рекламує йогурт Йо-Магія. |                                                                                |             |                                    |                         |
| 7 | «Ламаючи четверту стіну» «Breaking the Fourth Wall»                            | Метт Шекман | Кемерон Сквайрс                    | 19 лютого 2021          |
| В кінці 2000-х років Ванда вирішує провести день наодинці. Аґнес погоджується няньчити Томмі та Біллі та забирає їх до свого будинку. Віжен прокидається і знаходить агентів М.Е.Ч.а всередині Гекса, які стали клоунами. Він знаходить Дарсі та звільняє її від контролю Ванди. Дарсі розповідає Віженові про його смерті та події, що призвели до нинішньої ситуації. Ванда бачить, як різні частини її будинку постійно змінюються, і не в змозі ними керувати. Поза Веств'ю Моніка та Джиммі зустрічаються з відданим М.Е.Ч.у персоналу та отримує транспортний засіб, який повинен дати можливість перетнути бар’єр. Коли це не вдається, Моніка вирішує зайти сама; вона проходить крізь статичну стіну і виходить із неї, отримуючи здібності. Коли Моніка стикається з Вандою, Аґнес каже Моніці піти й веде Ванду до її будинку. Ванда шукає близнюків у підвалі та виявляє дивне лігво. Аґнес представляється Аґатою Гаркнесс і показує, що вона також є чаклункою. Це Аґата відправила П’єтро до Ванди, і вона також вбила Спаркі. У сцені після титрів Моніка обшукує зовні будинок Аґати та виявила підвал, однак її спіймав П'єтро. Рекламний ролик під час програми "ВандаВіжен" рекламує антидепресанти Нексус. |                                                                                |             |                                    |                         |
| 8 | «Раніше у серіалі» «Previously On»                                             | Метт Шекман | Пітер Кемерон та Маккензі Дор      | 26 лютого 2021          |
| У Салемі в 1693 році шабаш відьом на чолі з матір'ю Аґати Еванорой намагається вбити її за те, що вона практикувала темну магію, але вона виснажує їх життєві сили. Тепер Аґата хоче знати, як Ванда контролює Веств'ю, і змушує її заново пережити ключові моменти свого життя. Аґата дізнається, що Ванда з дитинства мала магічні здібності, які пізніше були посилені Каменем розуму, і що їй завжди подобалося дивитися різні ситкоми. Після клацання Галка, який повернув половину життя Всесвіту, Ванда відвідала М.Е.Ч., щоб повернути тіло Віжена, але Гейворд не дозволив їй поховати його. Неспроможна відчути якусь частину життя в Віжені, вона їздить у Веств'ю, де дізнається, що він купив для неї перед своєю смертю ділянку, щоб вони могли там збудувати будинок і жити разом. У припадку горя вона створила будинок на ділянці та «умовного» Віжена, а також розповсюдила Гекс на все місто. Аґата робить висновок, що Ванда володіє легендарною формою магії, званої магією хаосу, і називає її «Багряною відьмою». У сцені в середині титрів Гейворд повторно активує Білого Віжена, його заново зібране оригінальне тіло тепер повністю біле. |                                                                                |             |                                    |                         |
| 9 | «Фінал серіалу» «The Series Finale»                                            | Метт Шекман | Джек Шефер                         | 5 березня 2021          |
| Аґата намагається поглинути магію хаосу Ванди, але її перериває Білий Віжен, який намагається вбити Ванду до того, як втручається її «умовний» Віжен. Два Віжена б’ються по всьому Веств'ю, у той час, як Аґата звільняє мешканців Веств'ю від контролю Ванди; благаючи Ванду, вони переконують її відкрити бар'єр. Вона зупиняється, коли Віжен і близнюки починають розпадатися, але не раніше, ніж Гейворд і М.Е.Ч. увійшли в місто. Моніка звільняє П'єтро, який насправді є Ральфом Бонером, з-під контролю Аґати, а потім допомагає близнюкам зупинити М.Е.Ч. «Умовний» Віжен відновлює спогади Білого Віжена, і той покидає Веств'ю. Ванда надурила Аґату, помістивши магічні руни навколо бар'єру, який заважає їй використовувати магію. Після поразки Аґати, Ванда дала їй роль «надокучливої сусідки Аґнес», яку та ж раніше сама обрала. Ванда прощається з Віженом і близнюками, перш ніж зруйнувати бар'єр, а потім летить з міста геть. У першій сцені після титрів Гейворд заарештований, у той час, як скрул повідомляє Моніці, що один друг її матері хоче зустрітися. У другій сцені після титрів Ванда вивчає Даркголд у своїй астральній формі, коли чує крик близнюків про допомогу. |                                                                                |             |                                    |                         |

## Виробництво

### Розробка
До вересня 2018 року Marvel Studios розробляла кілька обмежених серіалів для своєї материнської потокової служби Disney, Disney+, з метою зосередження на персонажах з фільмів КВМ, які не мали власних фільмів. Актори, які зображували героїв у фільмах, зможуть повторити свої ролі у цих серіалах. Вони матимуть від шести до восьми епізодів, кожен з яких матиме „здоровенний бюджет“, що конкуруватиме з великим студійним виробництвом. Серіал буде створюватися Marvel Studios, а не Marvel Television, які виробляли попередні телесеріали КВМ. Президент Marvel Studios Кевін Файгі взяв „практичну роль“ у виробництві кожного серіалу, зосередившись на „нерозривності історії“ з фільмами та підходу до акторів, які будуть відтворювати своїх персонажів з фільмів. Віжен Пола Беттані відіграватиме важливу роль у сюжеті, що зосередить увагу на стосунках з Багряною відьмою.
Джек Шефер була найнята як головна сценаристка серіалу в січні 2019 року, раніше працювавши сценаристом над фільмами „Капітан Марвел“ і „Чорна вдова“ для Marvel Studios. Шефер була поставлена написати пілотний епізод і зайнятись виконавчим продюсуванням серіалу. Пізніше, у квітні 2020 року, Disney та Marvel офіційно анонсували серіал із назвою „ВандаВіжен“. Через місяць Олсен сказала, що частина подій буде відбуватися у 1950-х. У серпні Метта Шекмана прийняли на роботу як режисера для всіх шести епізодів. Повідомлялося, що бюджет кожного епізоду становить цілих 25 мільйонів доларів. На конвенції D23 Expo Файгі описав серіал частково як „класичний ситком“ і частково як „марвелівський епік“. Беттані назвав серіал „супер авангардним і дивним“, тоді як Олсен додала, що є „багато коміксів, які підтримують“ персонажів, що з'являться в обстановці ситкому. Вона також зазначила, що тривали дискусії щодо того, чи буде серіал використовувати закадровий сміх.

### Сценарій
Серіал відбувається після „Месників: Завершення“ (2019), а його події приведуть до фільму „Доктор Стрендж у мультивсесвіті божевілля“ (2022), де теж фігуруватиме Максимова. Шефер найняла вісім сценаристів для серіалу, серед яких чотири жінки та кілька кольорових людей через її переконання, що „історії кращі, чим більше перспектив ти маєш“. Меган МакДоннелл була штатною сценаристкою, перш ніж отримати посаду редактора сценаріїв. Порівнюючи свою роботу над серіалом з фільмом „Чорна вдова“, Шефер заявила, що „ВандаВіжен“ буде „полярною протилежністю“ стилю фільму агресивної, вісцеральної дії. Сценарист коміксів Том Кінг вказав у жовтні 2019 року, що його ран The Vision стане натхненням для „ВандаВіжен“. З виходом офіційного трейлера деякі коментатори помітили цей вплив і зазначили, що серіал має відсилання до сюжетної лінії „Дім М“, обмежених серій коміксів The Vision and the Scarlet Witch за авторством Білла Мантло і Ріка Леонарді та The Vision and the Scarlet Witch Стівена Енглхарта і Річарда Ховелла, де Ванда завагітніла від Віжена якимось „магічним чином“. У грудні 2019 року Файгі схарактеризував телепроєкт як можливість розповісти передісторію Багряної відьми та Віжена, як Ванда намагалася розкрити свій потенціал, звідки у Віжена взялося таке ім'я, і чому Ванду називають Багряною відьмою. „Всі події, які будуть відбуватися в серіалі, значно вплинуть на майбутнє четвертої фази кіновсесвіту Marvel“, — зазначав продюсер».

### Кастинг

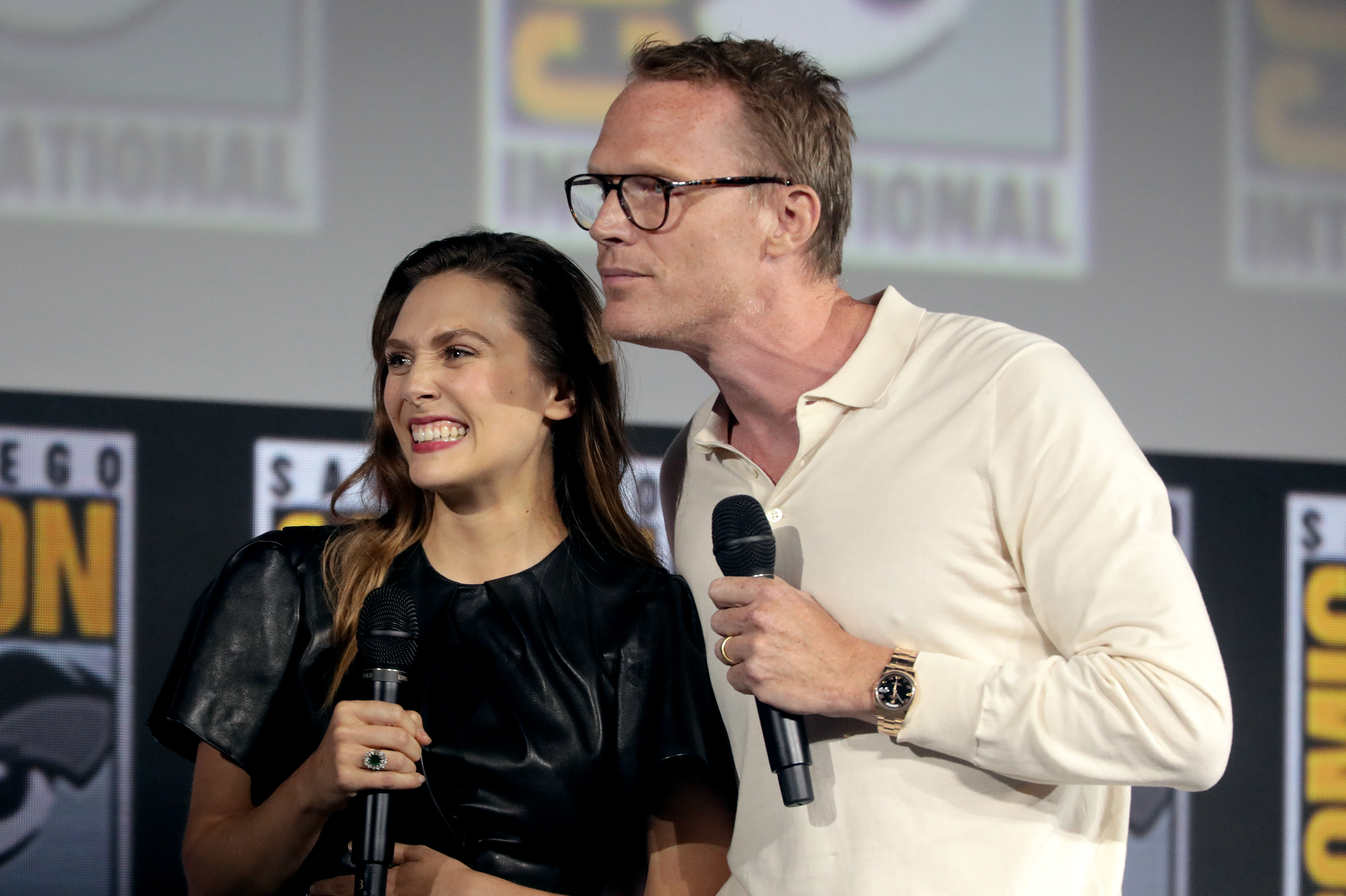
Олсен та Беттані на фестивалі San Diego Comic-Con у 2019 році

Офіційний анонс серіалу у квітні 2019 року підтвердив, що Олсен і Беттані повторюватимуть свої ролі Максимової та Віжена відповідно. Тейона Перріс була оголошена виконавцем ролі Моніки Рамбо в липні 2019 року; персонаж був представлений у КВМ ще в дитинстві (зіграла Акіра Акбар) в «Капітані Марвел», події якого відбувались у 1995 році. Наступного місяця Кет Деннінгс та Рендалл Парк були заявлені повторити ролі Дарсі Льюїс і Джиммі Ву, відповідно, а Кетрін Ган була найнята для ролі Агнес. Парк приєднався до серіалу після загальної зустрічі з Marvel, щоб обговорити майбутнє Ву в кіновсесвіті після його дебюту в «Людині-мурасі та Осі» (2018).

### Дизайн
Художник по костюмах Мейс К. Рубео сказав, що одиничні проєкти рідко проходять через стільки різних десятиліть без старіння персонажів. Персонажі Ольсен із задоволенням досліджувала, як на кожну декаду розглядалися різні костюми Максимової. Костюм та весільна сукня, які Віжен та Максивова носили у перших епізодах, були створені для серіалу, а сукня була створена як данина Одрі Хепберн. З переходом серіалу від чорно-білої до кольорової гами, різні дизайнери працювали разом, щоб забезпечити єдиний вигляд персонажів та декорацій. Художник-постановник Марк Вортінгтон сказав, що його команда дізналася, як працюють різні кольори в чорно-білому форматі: дизайнер реквізиту Рассел Боббіт раніше працював над фільмом «Плезантвіль» (1998), в якому Шакман сказав, що серіал має «духовний зв'язок» разом із шоу «Трумен» (1998).
Кінцеві титри серіалу мають «рої світлодіодних світильників, що світяться, що формуються у конструкції шоу», що нагадує художній стиль у «Будинку М». Чарльз Пулліам-Мур на io9 вважав, що кредити «безперечно чудові у сенсі великого екрана», хоча ВандаВіжен «охоплює свою ідентичність як потоковий мінісеріал».

### Фільмування
Знімання почали на початку листопада 2019 року в Pinewood Atlanta Studios в Атланті, штат Джорджія, з Шекменом як режисером і Джесс Голл як кінематографістом. Серіал знімався під робочою назвою Big Red. Попередньо повідомлялося, що фільмування проєкту розпочалося 21 вересня в Лос-Анджелесі, Каліфорнія.
Місцеве знімання здійснювали у столичному районі Атланти впродовж грудня 2019 та лютого 2020 року. Вечірка під час знімання відбулася 1 березня, але виробництво серіалу все ще тривало до 14 березня, поки його не було призупинено через пандемію COVID-19. Фільмування були поновлені в Лос-Анджелесі в липні 2020 року.

### Пост-продакшн
Під час зупинки виробництва Шакман почав редагувати те, що вже було знято, і зміг «відполірувати» це до відновлення зйомок. Це повідомило йому про те, як підійти до кількох речей по-іншому, але серіал не був творчо змінений. Тім Рош, Зене Бейкер та Нона Ходай працювали редакторами. У перших трьох епізодах використовувались вирізки фільмів та ефекти перемотування, щоб поєднувати практичні ефекти. Наглядач за візуальними ефектами Тара Демарко сказала, що сучасні візуальні ефекти використовувались для видалення проводів та згладжування порізів, а іноді й для створення дротяних кляпів, які практично не знімалися: постпродакшн роботи над наявними кадрами тривав після відновлення зйомок, і Шакман сказав, що працює над кожним кроком процесу відразу, відчувавши себе «шизофренічним». Беттані підрахував, що серіал мав більше знімків візуальних ефектів, ніж у «Месниках: Завершення». Візуальні ефекти для ВандаВіжен були створені Digital Domain, Framestore, Industrial Light & Magic, Lola VFX, Monsters Aliens Robots Zombies, RISE, Rodeo FX, SSVFX, The Yard VFX і Zoic Studios.

### Музика
У січні 2020 року Крістоф Бек оголосив, що буде писати музику для серіалу; раніше він працював над саундтреком фільмів «Людина-мураха»" та «Людина-мураха та Оса».

## Випуск
Прем'єра серіалу відбулася 15 січня 2021 року на Disney+, сезон складається з дев'яти серій. Перші дві серії вийшли одночасно.

### Рекламна кампанія
У грудні Файгі дебютував з розповіддю про цей серіал на Comic Con Experience. Вінні Манкузо з «Колайдера» визнав образ «дуже цікавим», підкресливши «старошкільне чорно-біле» забарвлення. Кадри з серіалу були показані під час Супербоул LIV разом із кадрами «Сокіл та Зимовий солдат» і «Локі». Офіційний трейлер був опублікований 20 вересня 2020 року під час 72 щорічного заходу вручення премії «Еммі».

## Сприйняття

### Глядацька авдиторія
Компанія Nielsen Media Research, яка вимірює кількість хвилин, які глядачі США переглядають на телевізорах, назвала ВандаВіжен шостим за кількістю переглядів оригінальним серіалом у потокових сервісах за тиждень з 11 по 17 січня 2021 року, з переглядом 434 мільйонів хвилин. Це близько 6,48 мільйона повних переглядів перших двох епізодів серіалу, що є повнішим переглядом, ніж серія у 10 найкращих оригінальних серій Нільсена, у яких було переглянуто більше хвилин, але доступно більше часу. ВандаВіжен найпопулярнішою прем'єрою серіалу Disney+ у вихідні, напередодні другого сезону «Мандалорця», поки Disney+ не оголосила, що її перевершила прем'єра серіалу «Сокіл і зимовий солдат» у березні 2021 року. За даними провайдера аналітики TVision, ВандаВіжен був найпопулярнішою назвою січня 2021 року на всіх вимірюваних платформах. Серіал мав 8 127 індексованих авдиторій, що в 81 раз більше переглядів, ніж середній серіал, виміряний сервісом. TVision визначає враження від перегляду, підраховуючи 14 000 глядачів на під'єднаних телевізорах, які переглянули один із майже 25 000 заголовків протягом щонайменше двох хвилин протягом сеансу перегляду вмісту протягом щонайменше п'яти хвилин у всіх основних службах потокового та рекламного відео США за запитом.

### Оцінки критиків
Вебсайт агрегатора оглядів Rotten Tomatoes повідомив про 93 % схвалення із середнім рейтингом 7,91/10 на основі 153 відгуків. Критичний консенсус сайту говорить: «Частина люблячого вшанування історії телебачення, частково загадка, ВандаВіжен — це дивно дивний і разюче сміливий крок на маленький екран для КВМ — й ідеальна вітрина для Елізабет Олсен і Пола Беттані». Metacritic, який використовує середньозважену оцінку, призначає оцінку 77 зі 100 на основі 40 критиків, вказуючи на «загалом сприятливі відгуки».
Ребека Яннуччі з TVLine дала першим трьом серіям «А», назвавши їх «захопливим, свіжим, справді чудовим відхиленням від того, що ми очікували», і високо оцінивши виступи акторського складу, зокрема Олсен. Вона справді поставила питання, чи серіалу більше підходить випуск своїх епізодів одразу, на відміну від щотижневих. Надаючи серії «A-», Сем Барсанті в The A.V. Клуб назвав серіал «найвищим вираженням» потенціалу КВМ для розповіді нових видів історій, а також серіал, який може стати «клепаючою» частиною КВМ. Називаючи найдивніший на сьогодні серіал ВандаВіжен Marvel, Даніель Фіенберґ із «Голлівуд Репортер» заявив, що він не дивніший за «Вартових Галактики», але «творчо мужній, постмодерністський, це дослідження конвенції для ситком-авдиторії, яка очікує шикарних костюмів та вибухів». Фіенберґ порівняв серіал з метаситкомами "Отримай життя і це мій кущ! а не традиційна серія коміксів, і назвав її версією коротких фільмів «Забагато кухарів». Перехід між кожним десятиліттям в епізодах був «просто чудовим» для Ліз Шеннон Міллер з «Колайдера». Міллер похвалив Олсен та Беттані та сказав, що Ган була «занадто гарним, щоб її можна було описати простими словами». Присуджуючи серіал «А», Міллер дійшов висновку, що КВМ раніше не демонстрував такого рівня експериментів, і серіал «насправді наважився кинути виклик глядачеві». Даррен Френіч з Entertainment Weekly сказала, що це був незвичний старт четвертої фази, і дав першим трьом епізодам «В +». Вона описала сцени, які «з любов'ю викликають настрій дуже старих телевізійних шоу», як найкращі частини епізодів, але стурбований тим, що загадка серіалу буде «як просто черговий фільм», який може стати звичною історією про супергероїв. Франіч сказав, що успіх серіалу буде визначатися тим, як з цим поводитись.
Керолайн Фрамк у своєму огляді для Variety назвала ВандаВіжен «дивовижно дивним вступом до нової ери Marvel ТБ», але відчула, що це може заплутати як випадкових глядачів КВМ, так і шанувальників ситкомів, які його надихнули. Фрамк також не визнав жоден з епізодів «особливо смішним», і вважав, що найкращими моментами серіалу були, коли показали, що Максимова і Віжен не належать до їхньої реальності. Майкл Філліпс, пишучи для «Чикаго Триб'юн», з більшою критикою поставився до перших трьох епізодів, назвавши їх «цікаво поганими» та критикуючи використання ситком-тропів, таких як «консервовані та смертельні» треки сміху. Він також відчував, що історія одного епізоду була розтягнута на перші три. Роксана Хададі з RogerEbert.com сказала, що важко сказати, куди буде йти серіал з перших трьох епізодів, але вона відчула, що Максимова і Віжен були відібрані на користь натяків на минулі ситкоми, а також що немає «сенсу розповіді» ставки "завдяки серіалу, що відбувається в межах більшої розповіді КВМ. Домінік Паттен із «Deadline Hollywood» також критикував серіал, називаючи його «стомливим» і «бейбі-бумером в пошуках жарту». Паттен вважав, що ВандаВіжен був кроком назад для телевізійних серіалів Marvel, вважаючи, що серіали Marvel Netflix та ABC's Agents of S.H.I.E.L.D. були кращими, і він додав серію до свого списку випадків, коли Marvel «помилялися».

### Аналіз
Після перших трьох епізодів Річард Ньюбі з «Голлівуд Репортер» припустив, що серіал встановлює Мефісто як надзвичайного лиходія четвертої фази. Він зазначив, що шестикутники є повторюваним мотивом у серії, при цьому «гекс» означає і «шість» по-грецьки, і «чаклунство» по-німецьки, і те, як обидва ці терміни були поширеними в ранніх епізодах. Посилаючись на історію коміксів персонажа, Ньюбі висунув теорію про те, що Мефісто може з'явитися в результаті «циклу використання та знищення» Каменів вічності у КВМ, який відновить камені в четвертій фазі, навіть якщо Мефісто не намагатиметься їх зібрати як це зробив Танос у «Сазі нескінченності». Ньюбі також відчував, що раніше були натяки на присутність Мефісто в інших пов'язаних проєктах Четвертої фази, таких як Локі, продовження без назви «Далеко від дому» та «Доктор Стрендж у мультивсесвіті божевілля». Джулія Александр, пишучи для The Verge, погодилася з Ньюбі, що серія, мабуть, налаштовувала введення Мефісто, думаючи, що він може бути частиною четвертої фази, і звернула увагу на повторювані шестикутники протягом усього, погодившись з «Ньюбі» оцінка і думка, а також те, що вони могли б вказати на організацію AIM, серед інших посилань у серії на них на той момент.
Чарльз Пулліам-Мур назвав серіал «вигадливим дослідженням персонажів» для Віжена, оскільки серіал дозволив йому «обживати себе люблячого чоловіка», обгорнутого конструкцією американського ситкому. Пулліам-Мур був особливо зачарований тим, як Віжен став батьком, оскільки він «трудиться на роботі, яку він не розуміє, перевіряє, коли справи йдуть вночі, і робить все можливе, щоб подбати про домашні справи, перш ніж Ванда зможе зробити їм усе своєю магією», все для того, щоб Ванда залишалася щасливою у своїй шараді. Він також вважав, що серіал був цілеспрямованим з вивченням романтики та інтимних стосунків, які, на його думку, "значною мірою відсутні у фільмах супергероїв.
Суррей вважає, що ВанжаВіжен «насправді не намагається приховати, про що йдеться в серіалі на початку, але це працює на користь шоу. Серіал стає кращим — і набагато моторошнішим — чим більше відтягує завісу … [прокладаючи] шлях для Marvel докласти спільних зусиль, щоб боротися з жахом; принаймні за стандартами КВМ».

## Документальний випуск
У лютому 2021 року був анонсований документальний цикл Marvel Studios: Загальний збір. У першому випуску «Залальний збір: створення ВандаВіжен» показали створення серії, де Шеффер, Шакман, Олсен, Беттані, Рупп, Хан, Періс, Парк, Деннінгс, Пітерс та інші обговорюють класичні комедії, які надихнули серіал про те, як знімальна група імітувала виробничі процеси ранніх ситкомів, та досвід знімання перед живою авдиторією студії. Спеціальний випуск вийшов на Disney+ 12 березня 2021 року.

## Майбутнє
У січні 2021 року Шеффер заявила, що не може говорити про будь-які потенційні плани на другий сезон, але сказала, що серіал відчувається «дуже завершеним». Шакман сказав, що другий сезон «взагалі» не заплановано, можливо він буде створений лише за умови, якщо виникне конкретна історія, яка б це виправдала. Файгі не виключив, що можливо колись вийде другий сезон, але сказав, що зараз не є запланований, а натомість вказав на «Доктора Стренджа в мультивсесвіті божевілля» як на продовження історії, розгорнутої у ВандаВіжен, причому історія також триває в інших проєктах; Періс зіграє роль Рамбо у фільмі «Марвели» (2022), продовженні «Капітанки Марвела», написаного сценаристкою ВандаВіжен Меґан Макдонелл. У червні 2021 року Олсен назвала ВандаВіжен односезонним серіалом.